# ダイヤモンド・リング (プロレス)
ダイヤモンド・リングは、かつて存在した日本のプロレス団体。運営は健介オフィス。

## 歴史

### 健介ファミリーの誕生
2003年12月、佐々木健介はWJプロレスを退団。WJの旗揚げのために用意した多額の支度金が返って来ず、無一文状態となっていたが、天龍源一郎のアドバイスにより妻の北斗晶を健介のマネージャーとして、フリーのプロレスラーとして活動を開始。
当時の男性プロレスラー史上最年少としてWJからデビューした中嶋勝彦は、3ヶ月間健介宅に居候しながら入団先を探すことになっていたが、本人が健介のもとでの修行継続を希望したため、2004年に健介、中嶋、北斗という3人のユニットを結成し、通称「健介ファミリー」が誕生した。健介と北斗は夫婦仲が良いことで知られていた上、中嶋の年齢が健介夫婦と大きく離れていたこと、中嶋が母子家庭で育ったことなどもあり、このユニットは「家族」のギミック（北斗が「鬼嫁」、健介が「父親」、中嶋が「義理の息子」）を採用。「健介ファミリー」として、活動の舞台もバラエティー番組などに広がっていった。

### 健介オフィスの設立
2005年11月15日、北斗はユニットのマネジメントを担当する会社「健介オフィス」を設立。これにより3人は健介オフィス所属となり、同社はマネジメント業と共に、プロレスプロダクションとしても活動していくことになった。代表取締役には北斗晶こと佐々木久子が、選手アドバイザーには「健介の生みの親」ことマサ斎藤が就任。女子プロレスラー出身者の男子団体社長就任は国内初。
会社設立に伴い、北斗の地元である埼玉県吉川市に自社ビル（道場、寮、飲食店、事務所）を建設することを発表し、練習生とスタッフも募集した。北斗は、かつて自身が所属していた全日本女子プロレスのシステムを導入して厳しいオーディションを行うことを明言。入門後もプロテストを行い、不合格の場合は退寮となるシステムを採用した。
当初予定していた自社ビルの構想は耐震強度などを理由に見直しとなり、その結果、1階に道場、2階と3階に事務所と寮という構成に変更された。飲食店に関しては、別途店舗を賃貸して行う構想が発表された。また、健介オフィスのブログはアメーバブログ（サイバーエージェント）が制作、運営をしている。
2006年11月29日に記者会見を行い、プロレスプロダクションから発展させ、「プロレス団体」として展開していくことを北斗が宣言し、2007年2月11日に旗揚げ興行を行うことを発表した。また、グレコローマン96キロ級学生王者である拓大の山口竜志が、健介の盟友である馳浩の紹介で入団することも正式に発表された（山口は怪我により、2008年5月15日に引退）。

### ダイヤモンド・リングの設立 - 終焉
2012年1月11日、2月11日開催の後楽園ホール大会より、興行名を「健介オフィス自主興行」から「ダイヤモンド・リング」に改称、プロレスに関連する事業も同名称に改組することを発表する。ただし、会社名は健介オフィスのままとなる。つまり、健介オフィスはレスラーおよびタレントのマネジメント、プロレス興行、選手育成、プロレス関連事業を行う企業で、そのプロレス興行運営、プロレス団体機能部門がダイヤモンド・リングという形となった。
2014年2月11日、後楽園ホール大会で中嶋に敗れた健介が引退。その後、団体の先行きが注目されたが、3月4日、3月9日のホームタウンマッチを最後に興行活動を休止させ、中嶋のみダイヤモンド・リング所属に残留しつつ他団体参戦、他2人は退団することが発表された。
2015年7月31日に、中嶋が退団したことで、団体機能は消滅した。以降も健介オフィスの法人格は、健介と北斗のマネジメントプロダクションとして残っている。

## 健介オフィス
健介オフィス（けんすけオフィス）は、佐々木健介と北斗晶の個人事務所。

### 歴史
プロレス興行の運営、プロレスラーの育成、プロレスラーのマネジメントが主事業となり、所属選手は他団体の興行に参戦して試合を行うことが大半である。2008年中頃までは全日本プロレス、それ以降はプロレスリング・ノアと提携して、それらを主戦場としながら、他団体にも参戦。そのため、所属選手は事実上フリー扱いされることが多かった。
健介オフィスが主催する興行も年に数回「自主興行」として行われて所属選手とフリー、他団体の選手が参加した。
2012年2月11日の興行より、プロレスに関する事業は「ダイヤモンド・リング」名義に変更。健介オフィスが新たにダイヤモンド・リングという名の団体を運営する形となった。これ以降は所属選手は他団体でもダイヤモンド・リング所属として扱われるようにもなった。
ダイヤモンド・リングの事実上の完全消滅以降も法人格は存続しており、健介と北斗のマネジメント業務に事業の軸足を移している。

#### 健介オフィス自主興行
下記の主な興行のほかにも道場での興行を月1、2回開催した。

#### 佐々木健介デビュー20周年記念大会
2006年2月11日には後楽園ホールにて全日本プロレスの全面協力により、「佐々木健介20周年記念大会」と題した自主興行を開催した。メインイベントは小橋建太&佐々木健介組vs天龍源一郎&中嶋勝彦組。チケット先行販売と対戦カード発表は1月2日の全日本後楽園ホール大会での発表であったが、メイン発表時の反応は大きく、チケットは即日完売という北斗も驚く売れ行きを見せた。
メインのマッチメイクに当たり、天龍への参戦要請は比較的容易に行えたものの、北斗が健介にパートナーの希望を尋ねたところ、健介は「小橋選手」と答えたため、北斗は困惑したが、北斗がノアに参戦を打診したところ、ノアも小橋も快諾。また、リングアナウンサーを務める予定であった全日本の木原文人が体調不良により参加が難しくなったため、直前にノアの仲田龍にリングアナウンサーを打診したところ、仲田も小橋同様に快諾。これによって、和田京平レフェリーと仲田リングアナウンサーという、四天王プロレスの時代の全日本のトップレフェリーとメインリングアナウンサーの共演が実現することとなった。

#### Take the dream vol.1
健介オフィスがプロレスプロダクションからプロレス団体に業態を変更したことから、2007年2月11日、ディファ有明で自主興行「健介オフィス旗揚げ興行 Take the dream vol.1 〜夢を掴め〜」を開催した。メインは健介対中嶋。
試合の模様はテレビ東京の深夜枠を買い取り、地上波放送された。北斗は「バラエティの優しい健介じゃなくて闘う健介を見て欲しい」とコメント。
試合は健介がノーザンライトボムで勝利。「父親越え」を果たしたい勝彦だったが、健介は容赦の無い攻めで中嶋を退けた。
また、セミファイナルではDRAGON GATEを退団して健介オフィス入りを希望していた三島来夢の入団査定試合が、小島聡とのシングルマッチとして行われた。査定は観客判断となっており、三島は敗戦したものの、観客から認められ健介オフィス入団となった。しかし、皮肉にも、これが三島にとって健介オフィス最後の試合になってしまった。

#### Take The Dream vol.2
2007年9月1日、前回同様ディファ有明にて自主興行「Take The Dream vol.2〜新たなる夢〜」が開催された。
メインイベントは中嶋勝彦とROHヘビー級王者の森嶋猛のタイトルマッチ。健介はかつて新日本で使用したギミック「パワー・ウォリアー」に変身し、アニマル・ウォリアーとのタッグチーム「ヘルウォリアーズ」を結成して近藤修司&"brother"YASSHI組のプロレスリング・エルドラドと対戦。
山口竜志が、諏訪魔を相手にプロレスデビューを飾った。

## 所属選手
- 佐々木健介（2014年2月11日引退）
- 中嶋勝彦（2015年7月31日退団、2016年プロレスリング・ノア入団）
- 山口竜志（2006年 - 2008年5月15日引退）
- 三島来夢（2007年 - 2007年6月25日引退）
- 宮原健斗（2007年 - 2013年9月9日退団、2014年全日本プロレス入団)
- 起田高志（2007年 - 2011年12月31日引退）
- 白石健太郎（2008年 - 不明）※練習生→レフェリー
- 鈴木勇人（2008年 - 不明）※練習生
- 西川潤（2009年 - 2011年9月21日退団、2023年11月26日に復帰）
- 梶原慧（2010年 - 2014年2月11日退団、活動休業）
- マサ北宮（2011年 - 2014年4月1日プロレスリング・ノア移籍）

## スタッフ
- 川畑憲昭（リングアナウンサー）
- 中村理恵（アシスタントマネージャー）
- マサ斎藤（スーパーバイザー）